# Crachier
Crachier település Franciaországban, Isère megyében. Lakosainak száma 590 fő (2022. január 1.). Crachier Artas, Chèzeneuve, Maubec és Saint-Agnin-sur-Bion községekkel határos.

## Népesség
A település népességének változása:
| Lakosok száma | 208  | 286  | 334  | 455  | 480  | 494  | 508  | 530  | 568  | 590  |
|               | 1968 | 1982 | 1990 | 2006 | 2013 | 2015 | 2017 | 2019 | 2020 | 2022 |